# Coudray-au-Perche
Coudray-au-Perche is een gemeente in het Franse departement Eure-et-Loir (regio Centre-Val de Loire) en telt 371 inwoners (2005). De plaats maakt deel uit van het arrondissement Nogent-le-Rotrou.

## Geografie
De oppervlakte van Coudray-au-Perche bedraagt 14,5 km², de bevolkingsdichtheid is 25,6 inwoners per km².
De onderstaande kaart toont de ligging van Coudray-au-Perche met de belangrijkste infrastructuur en aangrenzende gemeenten.

## Demografie
Onderstaande figuur toont het verloop van het inwonertal (bron: INSEE-tellingen).